# Jictzad Viña
Jictzad Nakarhyt Viña Carreño (sinh ngày 27 tháng 5 năm 1983 tại Carúpano) là một chủ nhân cuộc thi Venezuela, người đã đăng quang Hoa hậu Venezuela 2005 và đại diện cho đất nước của cô tại Hoa hậu Hoàn vũ 2006.

## Cuộc thi sắc đẹp

### Hoa hậu Reina Sudamericana 2005
Cô được chọn là Á hậu 1 tại Reina Sudamericana 2005 tại Santa Cruz, Bolivia, vào ngày 14 tháng 10 năm 2005.

### Hoa hậu Venezuela 2005
Viña đã giành chiến thắng Hoa hậu Venezuela 2005 và được trao vương miện bởi Mónica Spear. Cô là đại biểu thứ hai từ Sucre giành chiến thắng trong cuộc thi Hoa hậu Venezuela kể từ khi thành lập năm 1952. Người đầu tiên là Ida Margarita Pieri, Hoa hậu Venezuela 1958.

### Hoa hậu Hoàn vũ 2006
Cô là đại diện chính thức của Venezuela tham dự cuộc thi Hoa hậu Hoàn vũ 2006 được tổ chức tại Los Angeles, California, Hoa Kỳ vào ngày 23 tháng 7 năm 2006, nơi cô trở thành đại diện thứ hai trong 24 năm từ Venezuela, người không tham gia Hoa hậu Hoàn vũ, chỉ 2 năm sau Ana Karina Añez thất bại tại Hoa hậu Hoàn vũ 2004.

## Cuộc sống cá nhân
Cô hiện đang sống ở Mexico City, nơi cô làm việc như một người mẫu.